# San Giuliano del Sannio
San Giuliano del Sannio ist eine italienische Gemeinde (comune) mit 981 Einwohnern (Stand 31. Dezember 2023) in der Provinz Campobasso in der Region Molise. Die Gemeinde liegt etwa 11,5 Kilometer südsüdwestlich von Campobasso. Bis 1863 hieß der Ort noch San Giuliano di Sepino. Am südlichen Rand der Gemeinde fließt der Tammaro.

## Verkehr
Im Ortsteil Bosco Redole befindet sich der Bahnhof an der Bahnstrecke Isernia-Campobasso bzw. Benevento-Campobasso.